# EUFOR
EUFOR, contracció de l'anglès d'”European Union Force”, o dit en català, força de la Unió Europea. La sigla es fa servir per designar algunes operacions militars portades a termes en el marc de les forces operatives de la Unió Europea dins del marc de la política estrangera i de seguretat comuna. EUFOR fa referència a la mitologia grega (Athea), o al lloc de desplegament. Es pot trobar força més informació, anàlisis i actualitat sobre les missions civils i militar de la UE a la pàgina web de Brussel·les.
La sigla ha estat utilitzada tres cops, per molt que hi hagi hagut una vintena d'operacions sota aquest marc de Política Estrangera i de Seguretat Comuna:
- Conflicte a Bòsnia-Hercegovina, amb el nom en clau EUFOR Althea (2004)
- Conflicte a la República Democràtica del Congo, amb el nom en clau EUFOR RD Congo (2006)
- Conflicte al Txad i a la República Centreafricana, amb el nom en clau EUFOR Tchad/RCA (2007)

Es va decidir una altra intervenció EUFOR el 2014:
- Conflicte a la República Centreafricana, amb el nom en clau EUFOR RCA (2014)